# El hombre feliz
El hombre feliz es una producción cinematográfica española del año 2007. Se trata de un cortometraje de la directora Lucina Gil, producido por Dexiderius Producciones y protagonizada por Luis Gonzalez.

## Sinopsis
Pepe Perea Perdigones, vecino de la localidad madrileña de Alcorcón, no es joven (tiene 74 años), no sobrepasa el metro sesenta, no tiene una esposa que responda al canon anglobotox de belleza, no posee un DODGE Viper SRT10 descapotable con climatronic bizona, no tiene una masía en el Baix Empurdà -su piso de Alcorcón no sobrepasa los 60 metros cuadrados-, no tiene un sinfín de amigos (sólo uno: Paco), ni una vida social intrépida (sólo sale un ratito por las mañanas a tomarse el vermut con el mencionado Paco), nunca tuvo un éxito de resonancia (salvo cuando la asociación “Viva Madrid” lo nombró 2º mejor bailarín de chotis en 1987), ni ha dado la vuelta al mundo. 
Sin embargo, por extraño que parezca, Pepe Perea Perdigones es feliz. 
¿Cómo es esto posible?, se ha preguntado Emily Thorton, doctora en Antropología Generativa-Transformacional de la Universidad de Madison (Wisconsin). ¿Cómo es posible que quede todavía un ser humano capaz de ser feliz a pesar de no tener todo lo que hay que tener para ser feliz? ¿Es Pepe Perea Perdigones el último miembro de una especie en extinción? ¿Dónde reside la felicidad? 
A estas preguntas de alto contenido metafísico intentaremos dar respuesta a lo largo del trabajo de investigación antropológica que la doctora Thorton y su equipo va a llevar a cabo en cooperación con el Ministerio de Cultura y la Consejería de Salud Medioambiental de la Comunidad de Madrid. Un equipo de producción audiovisual tendrá acceso a esta interesante investigación gracias a la aquiescencia de la doctora Thorton y de las dos ilustres instituciones antes mencionadas.
Las posibles consecuencias sociales que el estudio de Mrs. Thorton pueda ocasionar (inmigración masiva hacia Alcorcón), económicas (revisión de la política de marketing de la casa DODGE en nuestro país), sentimentales (valoración de la vida interior) y privadas (huida hacia adelante de Pepe Perea Perdigones), se descubrirán una vez terminado dicho estudio.

## Premios
| Premio                                               | Categoría                                                               |
| ---------------------------------------------------- | ----------------------------------------------------------------------- |
| Goya 2008                                            | Mejor cortometraje documental                                           |
| Festival de Cortometrajes de Rivas-Vaciamadrid 2007  | Mejor cortometraje                                                      |
| Festival de Cortometrajes de Rivas-Vaciamadrid 2007  | Mejor dirección                                                         |
| Festival de Cortometrajes de Rivas-Vaciamadrid 2007  | Mejor guion                                                             |
| XX Festival de Cine de Medina del Campo 2007         | Mejor corto documental                                                  |
| Certamen de cortos de la Diputación de Málaga 2007   | Mejor cortometraje documental                                           |
| Festival de Cine Ibérico de Badajoz 2007             | 2º mejor cortometraje                                                   |
| Certamen “Madrid en Corto” de la Comunidad de Madrid | Mejor cortometraje documental                                           |
| Arzobispado de Barcelona                             | Premio al mejor cortometraje por sus valores humanos y espirituales     |
| Festival Internacional de Cine de Palencia           | Premio del jurado al mejor cortometraje                                 |
| Festival Internacional de Cine de Palencia           | Premio del público al mejor cortometraje                                |
| Festival de Cine Solidario de Cáceres                | Premio San Pancracio al mejor cortometraje de las comunidades autónomas |

Además, el cortometraje ha formado parte de la sección oficial del Festival Internacional de Cine de Clermont Ferrand, Portobello, Festival de Cine de Kazajistán, Festival Immagine 
Donna de Florencia, Festival Internacional de Cine de Tesaólica (Grecia), Festival “Cinema Jove 07” (Valencia), Festival de Cine de Peñíscola 2007, Festival de Cine de Ponferrada 07 (León), Bradford Film Festival, Bordeaux Film Festival y Festival Internacional de Cine de Granada, entre otros.
- Datos: Q5825242